# Joseph Frank
Joseph Frank (pol. Józef Frank; ur. 23 grudnia 1771 w Rastatt, zm. 18 grudnia 1842 w Como) – niemiecki lekarz, doktor nauk medycznych (1791); w latach 1804–1824 przebywał w Wilnie, od 1805 profesor patologii na Uniwersytecie Wileńskim. 

## Życiorys
Jego ojcem był austriacki lekarz Johann Peter Frank. Studia rozpoczął na uniwersytecie w Getyndze skąd przeniósł się na Uniwersytet w Pawii uzyskując tytuł doktora medycyny. w 1796 przeniósł się do Wiednia obejmując posadę lekarza miejskiego. W 1804 wraz z ojcem przyjechał do Wilna obejmując katedrę patologii a rok później zostając profesorem medycyny praktycznej. Był organizatorem kliniki przy Uniwersytecie Wileńskim i członkiem założycielem Wileńskiego Towarzystwa Lekarskiego (1805). Twórca tzw. wileńskiej szkoły lekarskiej, wychowawca wielu pokoleń lekarzy (m.in. Franciszka Wróblewskiego).  W 1824 opuścił Wilno i zamieszkał we własnej willi nad jeziorem Como, spisując Pamiętniki.